# Crematogaster innocens
Crematogaster innocens is een mierensoort uit de onderfamilie van de Myrmicinae. De wetenschappelijke naam van de soort is voor het eerst geldig gepubliceerd in 1911 door Forel.